# Pseudostomella megapalpator
Pseudostomella megapalpator is een buikharige uit de familie Thaumastodermatidae. Het dier komt uit het geslacht Pseudostomella. Pseudostomella megapalpator werd in 2002 voor het eerst wetenschappelijk beschreven door Hochberg. 